# Phora festinans
Phora festinans är en tvåvingeart som först beskrevs av Giovanni Antonio Scopoli 1763.  Phora festinans ingår i släktet Phora och familjen puckelflugor. Inga underarter finns listade i Catalogue of Life.